# Histoire de Cambrai

Blason de Cambrai

Cet article présente les faits marquants de la ville de Cambrai, une commune du nord de la France.

## Évolution spatiale
Le noyau « Camaracum » de la ville se trouve exactement sous la place Fénelon. Ce noyau emmuré s'agrandit vers le sud afin de protéger les nouvelles abbayes et les faubourgs construits autour. La construction de l'abbaye du Mont-des-Bœufs (à l'emplacement de l'actuelle citadelle) entraîna les populations à s'installer entre cette abbaye et la cité. La place d'Armes et la place au Bois (aujourd'hui Grand-Place et place du Marché Couvert) furent créées afin d'établir un noyau décisionnel en plein cœur de la ville. Celle-ci sera ensuite ceinte de murailles, démolies à la fin du XIXe siècle afin de donner de l'espace pour l'expansion industrielle et démographique de la ville.

## Antiquité
On sait peu de choses des origines de Cambrai. La première mention connue de Camaracum (ou Camaraco) est celle de la table de Peutinger (une carte des voies romaines) au milieu du IVe siècle. C'est un bourg rural (vicus) au croisement des voies qui relient Amiens à Bavay et Arras à Vermand. À cette époque, la capitale de la cité des Nerviens, une des tribus belges du nord-est de la Gaule à laquelle appartient Camaracum, est Bavay.

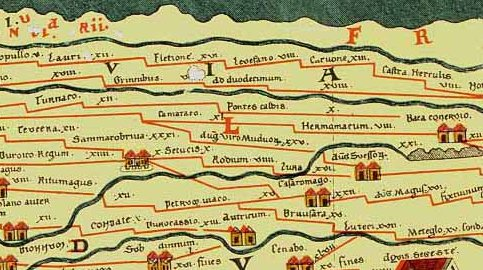
Extrait de la Table de Peutinger avec entre autres Turnaco (Tournai), Sammarobriva (Amiens), Camaraco (Cambrai), Casaromago (Beauvais), Cenabo (Orléans), Baca conervio (Bavay) et Castrum Herculis (Arnhem)

Au milieu du IVe siècle l'avance des Francs vers le sud amène les Romains à construire des forts le long des routes Cologne-Bavay-Cambrai et Cambrai-Boulogne. Cambrai se trouve alors sur une position stratégique importante. Dans la Notice des Gaules, rédigée entre 386 et 450, la ville est mentionnée comme chef-lieu civil et religieux de la cité des Nerviens, « Civitas camaracensium », supplantant Bavay qui était probablement trop exposée aux raids francs et peut-être déjà trop endommagée. 
C'est à cette époque également que le christianisme s'implante dans la région : au milieu du IVe siècle, un évêque des Nerviens, nommé Superior, aurait été signalé à Cambrai ou à Bavay.
Vers 445, commandés par le roi Clodion le Chevelu, les Francs Saliens s'emparent de la ville, qui devient alors la capitale d'un petit royaume. Vers 509, selon une légende non vérifiée, Clovis unifie les royaumes francs en éliminant l'un après l'autre ses parents, parmi lesquels son cousin Ragnacaire (Regnacharius) qui régnait alors à Cambrai. La ville est définitivement rattachée au royaume des Francs.

## Moyen Âge

### L'époque mérovingienne

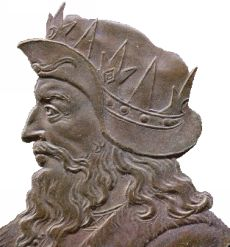
Clodion le Chevelu

C'est à l'époque mérovingienne, marquée par une longue période de paix, que Cambrai devient véritablement une ville. Clovis charge (saint) Vaast, son catéchiste, de ré-évangéliser le nord de la Gaule. Celui-ci meurt en 540 après avoir unifié les deux évêchés d'Arras et de Cambrai. L'un de ses successeurs, (saint) Wédulphe, transfère le siège épiscopal à Cambrai. Au cours de son long épiscopat, saint Géry, mort vers 625, fonde des églises où il fait déposer des reliques et construit un palais épiscopal. (Saint) Aubert poursuit son œuvre, si bien qu'à la fin du VIIe siècle le bourg rural a pris l'aspect d'une véritable ville qui comporte plusieurs églises.
La bataille livrée par Charles Martel contre Rainfroi et Chilpéric II le 21 mars 718 à Vinchy, près de Cambrai, marque la fin de la dynastie mérovingienne.

### L'époque carolingienne

Le partage de l'empire franc en 843

Le traité de Verdun de 843 qui partage l'empire de Charlemagne marque le début d'une période de troubles pour Cambrai. Le comté de Cambrésis est inclus dans le royaume de Lothaire (Francie médiane), puis de Lothaire II (Lotharingie). Reprise par Charles le Chauve à la mort de Lothaire II, la Lotharingie est définitivement rattachée au Saint-Empire romain germanique par Henri l'Oiseleur en 925. En conséquence l'Escaut devient pour huit siècles la frontière entre le royaume de France et l'Empire, situation qui fera de Cambrai l'enjeu d'affrontements perpétuels entre ses voisins. 
La ville, qui continue à prospérer, est envahie et pillée par les Normands (850 et 880) et assiégée par les Hongrois (953). Elle est aussi le théâtre des rivalités entre le comte et l'évêque, jusqu'à ce qu'un double arbitrage d'Otton Ier en 941 et en 948 donne le pouvoir sur Cambrai à l'évêque Fulbert au détriment du comte Isaac. En 1007 l'empereur Henri II fait de l'évêque le comte de tout le territoire du Cambrésis. Dès lors l'évêque cumule les pouvoirs spirituel et temporel ; Cambrai et le Cambrésis deviennent une principauté ecclésiastique, comme celle de Liège, indépendante mais rattachée au Saint-Empire.
En 922, un important séisme secoue la ville et sa région.
En 958, Cambrai voit naître l'une des premières communes en Europe: ses habitants se révoltent contre l'évêque d'origine saxonne Bérenger en lui refusant l'entrée de la ville. Cette rébellion sera sévèrement réprimée mais l'affrontement entre évêque et bourgeois reprendra au Xe siècle.

### Essor économique et culturel
En 1027, la ville et le bourg abbatial sont détruits par un violent incendie, représenté dans un célèbre tableau, mais sans vraisemblance historique.

#### Les luttes communales
Du XIe siècle au XIIIe siècle les affrontements se succèdent entre la population et l'évêque : la commune proclamée en 1077 est réprimée dans le sang. En 1102 l'évêque concède une nouvelle charte aux habitants, supprimée dès 1107. Toutefois, en fait sinon en droit, la population conserve son organisation communale. En 1226, après une nouvelle période de troubles, les « bourgeois » doivent finalement renoncer à leurs chartes, à leur commune, et détruire leur beffroi. Mais l'évêque Godefroid impose en novembre 1227 une loi qui, tout en faisant la part belle aux droits seigneuriaux, ménage en fait les droits des habitants : loi si équilibrée qu'elle ramène la paix et établit pour longtemps le droit municipal.

#### L'activité économique
Malgré ces commotions la ville prospère et s'agrandit considérablement: dès le XIe siècle ses murailles ont atteint le périmètre qu'elles conserveront jusqu'au XIXe siècle. La production de textiles (draps, guède, toile de lin ou batiste) se développe: Cambrai fait partie de la Hanse des XVII villes visant à faciliter le commerce avec les foires de Champagne et Paris.

#### La guerre de Cent Ans

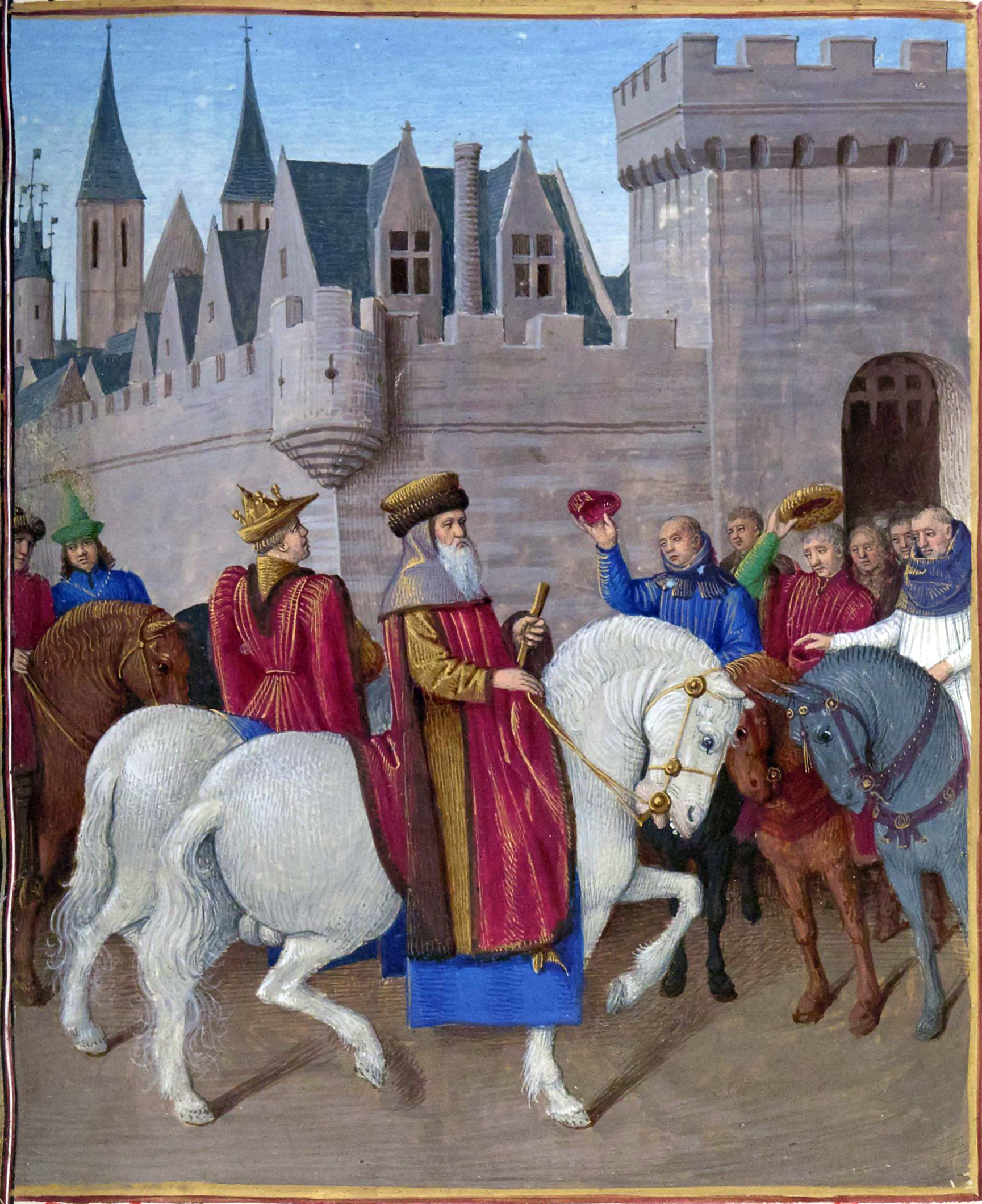
Entrée de l'empereur Charles IV à Cambrai.
Grandes Chroniques de France, enluminées par Jean Fouquet, Tours, vers 1455-1460.

Même si l'évêque a toujours affirmé l'indépendance de son petit État de Cambrésis, coincé entre de puissants voisins capables de l'écraser rapidement (comté de Flandre, comté de Hainaut et royaume de France), un tel vœu de neutralité n'est pas chose aisée à garantir, et surtout pas durant la guerre de Cent Ans. 
En 1339 le roi Édouard III d'Angleterre doit se retirer après avoir vainement assiégé la ville. Au XVe siècle, le comté de Cambrésis étant cerné de toutes parts par les possessions bourguignonnes, c'est Jean de Bourgogne, bâtard de Jean Sans Peur, qui occupe le siège épiscopal. 
Le 22 décembre 1378, l'empereur et roi de Bohême Charles IV et son fils Wenceslas rencontrent l'évêque et les bourgeois de Cambrai.
L'annexion probable du Cambrésis aux États bourguignons est rendue impossible par la mort de Charles le Téméraire. Louis XI, en 1477, s'empare alors immédiatement de Cambrai, qu'il quittera dès l'année suivante.

#### Cambrai, centre musical des Pays-Bas auXVesiècle
La réputation littéraire de la ville s'enrichit au XIIe siècle de la chanson de geste de Raoul de Cambrai, récit des violents affrontements qui eurent lieu deux siècles plus tôt pour la possession du Vermandois.

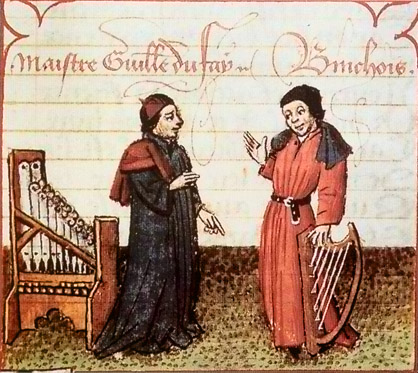
Guillaume Dufay en compagnie de Gilles Binchois (1440 ou 1451). Dans la chambre des dames par Martin Le Franc. Paris, BNF.

Mais c'est surtout dans le domaine musical que la ville brille: du XVe au XVIIe siècle, Cambrai fut un centre attractif pour les musiciens, notamment grâce à la cathédrale. La ville était alors un centre réputé des Pays-Bas ; de nombreux compositeurs que l'on rattache à l'école bourguignonne grandirent et apprirent leur métier à Cambrai. En 1428, Philippe de Luxembourg affirma que la cathédrale était le centre le plus raffiné de la chrétienté, grâce à ses chœurs, sa luminosité, et au son de ses cloches. De 1409 à 1412, Guillaume Dufay, un des plus célèbres musiciens de l'Europe du XVe siècle, étudia la musique dans la cathédrale de Cambrai. Il revint dans la cité en 1439, après avoir passé de nombreuses années en Italie. D'autres compositeurs comme Johannes Tinctoris, Josquin Desprez et Johannes Ockeghem se rendirent à Cambrai pour étudier la musique avec Guillaume Dufay. 
À la fin du XVe siècle, d'autres grands compositeurs travaillèrent à Cambrai, notamment Nicolas Grenon, Alexandre Agricola, et Jacob Obrecht. Au XVIe siècle, ce fut le cas de Philippe de Monte, de Johannes Lupi et de Jacobus de Kerle
.
Quand le centre de gravité de l’économie monde s'éloigna de l'Europe du Nord et de la ville de Bruges, la région s'appauvrit économiquement et culturellement. 

## Epoque moderne

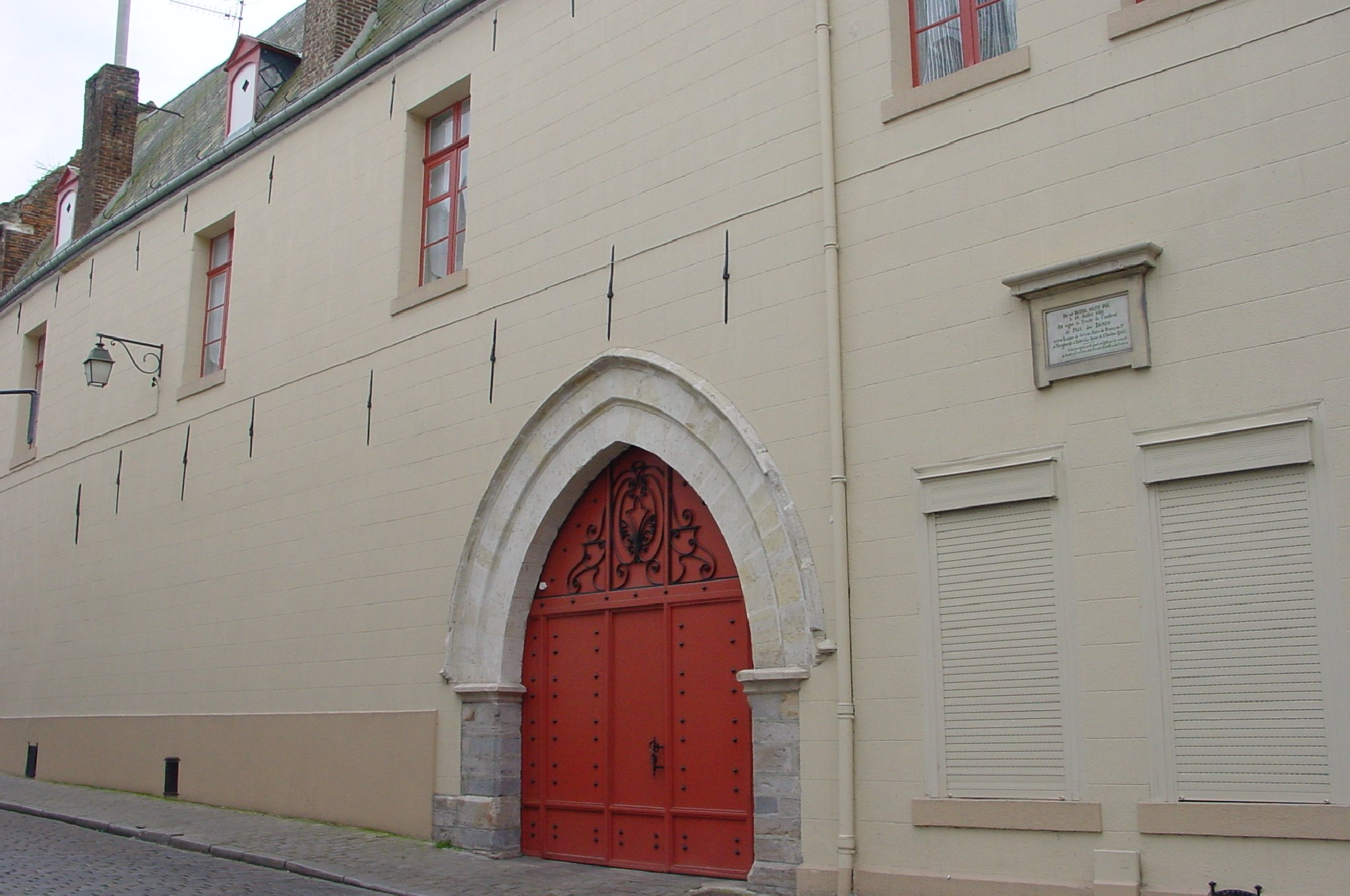
L'Hôtel de Saint-Pol où fut signée la Paix des Dames

Après le retrait des Français en 1478 la neutralité du Cambrésis est solennellement réaffirmée par l'archiduc d'Autriche et la France à plusieurs reprises. Même si elle est fragile (l'influence de la Maison d'Autriche se fait sentir de plus en plus dans les affaires cambrésiennes, et l'érection, en 1510, de Cambrai en duché par l'empereur Maximilien ne change rien au fond des choses), cette situation permet à la ville et au comté de recevoir plusieurs congrès internationaux : 
- le traité de Cambrai signé le 10 décembre 1508 (et sa conséquence la Ligue de Cambrai) ;
- la paix des Dames, signée en 1529, un traité rendu possible par l'entremise de Louise de Savoie, mère de François Ier de France, et de Marguerite d'Autriche, la tante de Charles Quint ;
- la trêve de Vaucelles du 15 février 1556 ;
- les traités du Cateau-Cambrésis signés en mars et avril 1559 entre la France et l'Angleterre d'une part, la France et l'Espagne d'autre part, qui mirent fin aux guerres d'Italie.

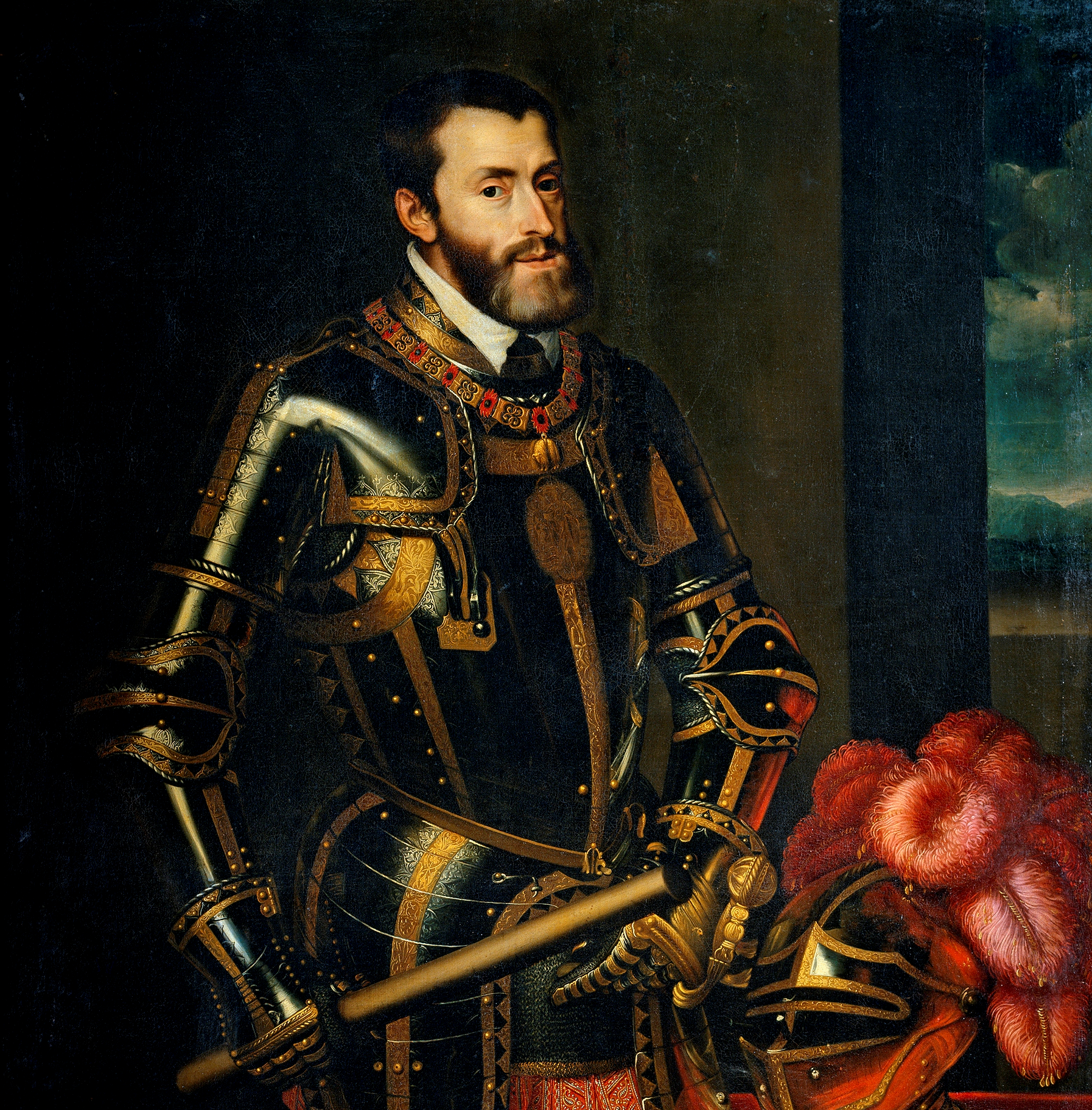
L'empereur Charles-Quint, par Rubens, copie d'un portrait du Titien

En 1543 Charles Quint décide de rattacher Cambrai à ses domaines, au motif que la ville n'a pas, justement, su faire respecter sa neutralité. Pour protéger la frontière de l'Empire contre la France il décide de faire construire à Cambrai une puissante citadelle aux frais des habitants auxquels il impose la levée de 100 000 florins d'or. Pour construire la citadelle sur le Mont-des-Bœufs on abat l'église Saint-Géry et 800 maisons.
Pour mieux lutter contre la Réforme le pape Paul IV scinde, le 12 mai 1559, l'immense diocèse de Cambrai en créant deux nouveaux diocèses dans sa partie flamande, à Malines et Anvers. Cambrai est érigé par compensation en archevêché (ce qui ne va pas sans créer des tensions avec Reims, l'ancienne métropole), avec comme suffragants les diocèses d'Arras, Namur, Saint-Omer et Tournai, et quatre archidiaconés: Cambrai, Valenciennes, Hainaut et Brabant.
En 1576 les Pays-Bas se révoltent contre Philippe II d'Espagne et les XVII provinces se constituent en confédération des Etats généraux. Cambrai n'en fait pas partie, mais pour autant la ville n'échappe pas au conflit: le baron d'Inchy, Baudoin de Gavre, s'empare par surprise de la citadelle et de la ville, obligeant du même coup l'archevêque à s'exiler à Mons. 
Cinq ans après sa prise par Baudoin de Gavre, Cambrai se donne, comme le reste des provinces des Pays-Bas, au duc d'Anjou, qui prend le titre de « protecteur de la liberté des Pays-Bas ». Jean de Montluc de Balagny y est alors établi comme gouverneur. Il rallie la ville à Henri IV après sa conversion au catholicisme en juillet 1593, à la fin des guerres de religion et réussit en 1594 à se faire titrer duc de Cambrai sous la protection de la couronne de France. Il prend ainsi la place de l'archevêque de Cambrai, Louis de Berlaymont, duc légitime de Cambrai, réfugié à Mons. Mais deux ans plus tard, les habitants chassent Jean de Montluc de Balagny, fortement impopulaire, et font entrer les Espagnols.

### Rattachement à la France
À partir de 1635, date à laquelle Louis XIII déclare la guerre à l'Espagne, il s'ensuit une longue série de guerres qui va meurtrir le Cambrésis. 
Depuis longtemps les Français cherchaient à repousser leur frontière vers le nord. Richelieu déjà voulait « mettre la France en tous lieux où fut l'ancienne Gaule » : Cambrai est assiégée, vainement, en 1649 par le duc d'Harcourt pendant La Fronde et subit un nouveau siège de Turenne en 1657 qui ne donne rien.
En 1666, dans le plus grand secret, Louis XIV prépare de nouvelles conquêtes en faisant relever les plans des fortifications espagnoles, puis reprend le chemin de la guerre.

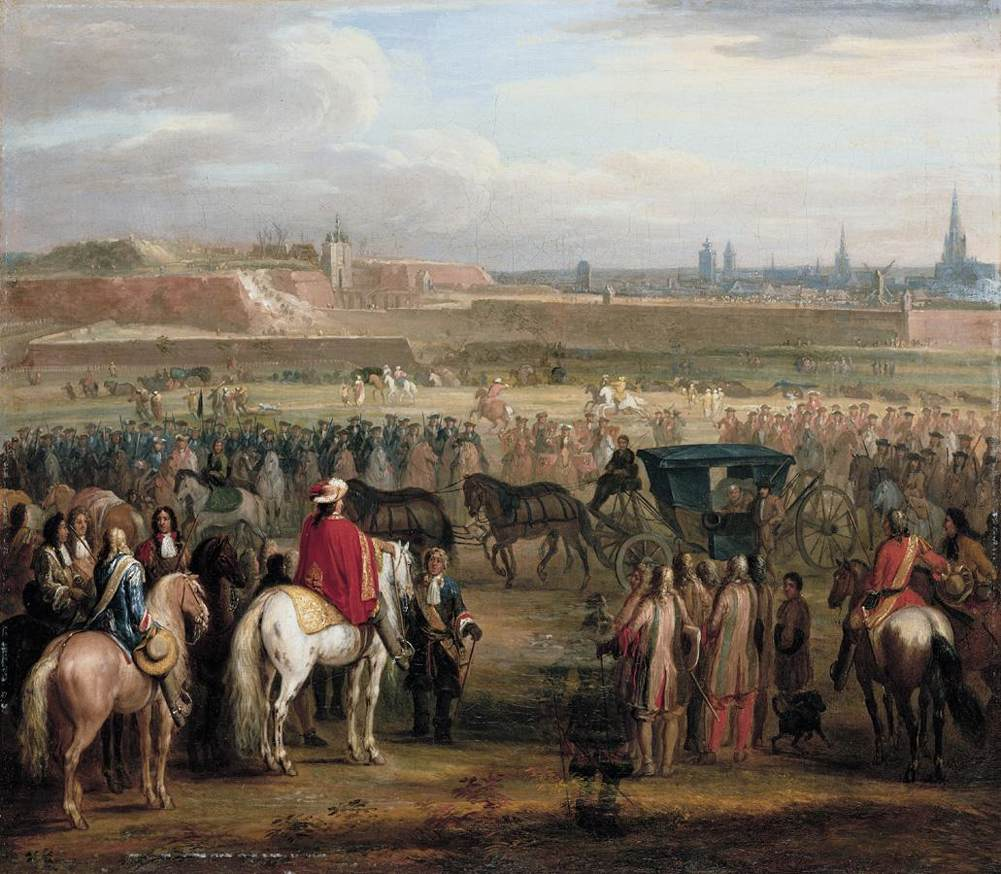
Reddition de Cambrai en 1677, par van der Meulen

Depuis le traité des Pyrénées de 1659 Arras est française. En 1667 Lille et Douai sont prises et deviennent française avec le traité d'Aix-la-Chapelle en 1668.

Si le traité d'Aix-la-Chapelle de 1668 permet au royaume de France d'obtenir un grand nombre de places fortes, Cambrai n'y figure pas de même que Bouchain, Valenciennes et Condé-sur-l'Escaut de sorte que la ville semble une presqu'île espagnole rattachée aux Pays-Bas espagnols.

En 1672, les hostilités reprennent. Forte d'une armée de métier bien payée et bien organisée qui comprend plus de 279 000 hommes, bénéficiant d'une artillerie puissante, la monarchie française est alors la meilleure armée d'Europe. Face à elle, les places fortes des anciens Pays-Bas espagnols sont défendues par quelques milliers d'hommes, souvent des mercenaires mal payés et des compagnies de bourgeois qui n'offrent que leur courage.
En 1677, Louis XIV, qui veut « assurer à jamais le repos de ses frontières », occupe Bouchain et Condé puis, le 17 mars 1677, les troupes françaises prennent d'assaut Valenciennes et se dirigent sur Cambrai qui est atteinte le 20. Le 22 mars Louis XIV se portant en personne devant la ville met le siège de la ville. Le 2 avril, les français investissent une partie de la place. Le 5 avril la ville se rend mais la garnison se réfugie dans la citadelle et le siège se poursuit jusqu'au 17 avril après 29 jours de siège. Elle est occupée par Vauban le 19 avril 1677 après sa reddition effective.
 Louis XIV nomme alors le marquis de Cézen gouverneur de la ville qui nomme 14 nouveaux échevins tout en gardant le même prévôt.
L'évènement grandit la gloire du roi en raison de l'ancienneté de la ville et du prestige de son archevêché. Il est illustré par de nombreux croquis, gravures et dessins, notamment d'Adam François van der Meulen, ainsi que par ces vers de Boileau :
Par le traité de Nimègue signé le 10 août 1678 l'Espagne abandonne Cambrai, définitivement rattachée à la France. 
L'influence française va transformer l'architecture et l'urbanisme de la ville. Les pignons des maisons sur rue sont proscrits et la cité s'embellit d'hôtels particuliers. Les fortifications sont renforcées d'ouvrages avancés.
Le premier archevêque nommé par le roi est François de Salignac de La Mothe-Fénelon. Aussi célèbre comme écrivain que comme prélat, Fénelon, surnommé "Le Cygne de Cambrai", y écrit les "Maximes des Saints", un livre qui prend la défense du quiétisme et qui, à ce titre, est condamné par Rome. Le zèle de Fénelon est inlassable pour éclairer les fidèles et convertir les infidèles. 
Tournai ayant été prise en 1709 par les puissances coalisées contre la France, le Parlement de Flandres qui y est installé depuis 1668 est transféré sur ordre du roi à Cambrai, mais les parlementaires obtiendront finalement son installation définitive en 1713 à Douai.

## Révolution
Dans une ville épiscopale, où l'archevêque détenait l'autorité ecclésiastique et civil et qui comptait de nombreux monastères et abbayes, les premières mesures de l'assemblée nationale créèrent des remous. Les biens du clergé régulier furent confisqués par le décret du 13 février 1790, le 1er mars était élu le premier conseil municipal, et le 12 juillet Cambrai devenait le siège du diocèse du département du Nord nouvellement créé. Le prince-archevêque, Monseigneur de Rohan, ayant refusé de prêter serment à la Constitution civile du clergé, choisit de se réfugier à Mons. Il fut plus tard destitué et remplacé par un prêtre constitutionnel oratorien de Douai, Claude Primat. 
Après la mort de Louis XVI le 21 janvier 1793 une coalition se forme contre la France. La trahison du cambrésien Dumouriez, battu à Neerwinden et passé à l'ennemi, déclenche une première terreur. Cambrai est placée aux premières lignes du conflit : Cobourg, qui commande les coalisés, prend Condé le 10 juillet, Valenciennes tombe le 31. L'armée de Frederick, duc d'York et Albany, met le siège devant Cambrai le 8 août, et le lève dès le 21. Les émigrés, prêtres réfractaires et religieuses qui avaient quitté Valenciennes y reviennent : dès lors la Convention est persuadée que le Nord est un repaire de la contre-révolution. 
Le 12 septembre 1793, c'est le combat d'Haspres : l'artillerie autrichienne positionnée à Iwuy bombarde les troupes françaises, puis, la cavalerie autrichienne partie des hauteurs d'Haspres et d'Avesnes se précipite sur les Français et les taille en pièces. Les fuyards durent se diriger vers Bouchain et, à la faveur de la nuit, se glissèrent dans les fossés de la Sensée pour rejoindre Cambrai. 
La capitulation de Landrecies, le 30 avril 1794, ranime les craintes de trahison : Saint-Just et Le Bas, en mission auprès de l'armée du Nord, envoient Joseph Le Bon à Cambrai en mai avec pour mission d'y « surveiller les manœuvres de l'aristocratie en faveur des ennemis ». Le Bon annonce son intention de « régénérer Cambrai, ville de prêtres, de fanatistes et d'aristocrates » et fait régner la terreur. Jusqu'au 28 juin, 153 « ennemis de l'intérieur » furent guillotinés à Cambrai, dont beaucoup de gens du peuple. 
La plupart des bâtiments religieux de la ville sont démolis ou saccagés : en 1797, la cathédrale, « merveille des Pays-Bas », est vendue pour 50000 F à un marchand de Saint-Quentin qui n'en laisse que la tour. Privée d'appui, elle s'effondre en 1809. La majeure partie des archives de la cathédrale fut cependant préservée (elles se trouvent actuellement aux Archives départementales du Nord à Lille).
En 1802-1803, au niveau des transports, Cambrai est reliée par des liaisons régulières, aller et retour, avec les principales villes locales. Deux diligences se rendent chaque jour à Douai. Une diligence quotidienne gagne Valenciennes, une voiture se rend tous les jours à Saint-Quentin. La ville est encore située sur le trajet des deux diligences de Paris vers Bruxelles et de la diligence Lille-Paris (vers Lille les jours pairs et vers Paris les jours impairs); deux charrettes publiques assurent une liaison régulière avec Le Cateau, deux à trois fois par semaine, sans qu'il y ait de jours fixes.

Après Waterloo et un simulacre de résistance, Cambrai se rend aux Anglais le 25 juin 1815. Louis XVIII y entre aussitôt et, de là, choisit de s'adresser aux Français.

## XIXesiècleetXXesiècle
En 1815, Cambrai compte une loge maçonnique : la Thémis.
Le 21 janvier 1871, les Prussiens pénètrent dans Cambrai et tirent quelques obus sur la place. C'est l'ouverture des négociations d'armistice qui met un terme salvateur à ce début de destruction et d'occupation.

### Le démantèlement des fortifications

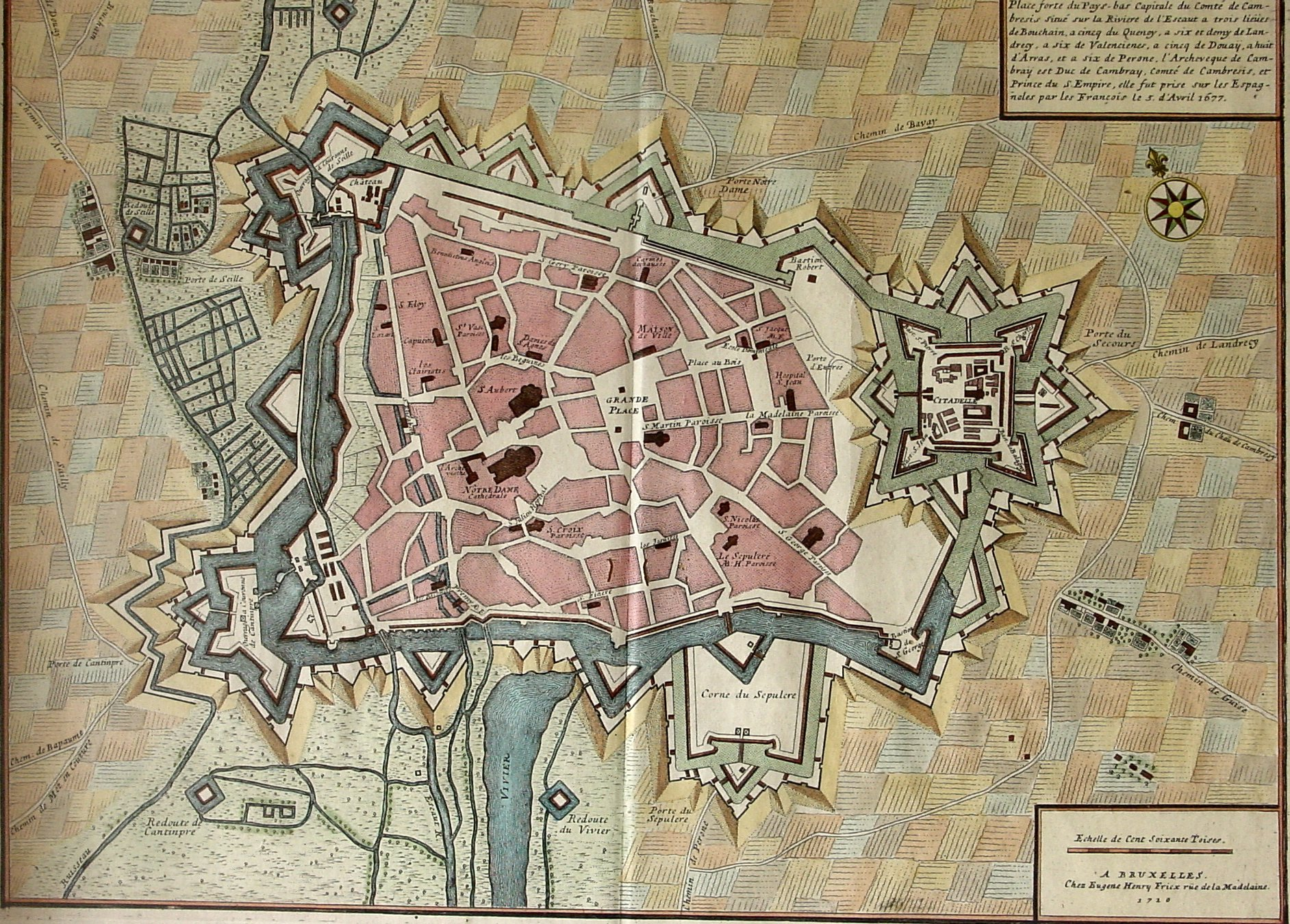
À la fin du XIXe siècle les fortifications ressemblent encore à ce qu'elles étaient sur cette carte de 1710

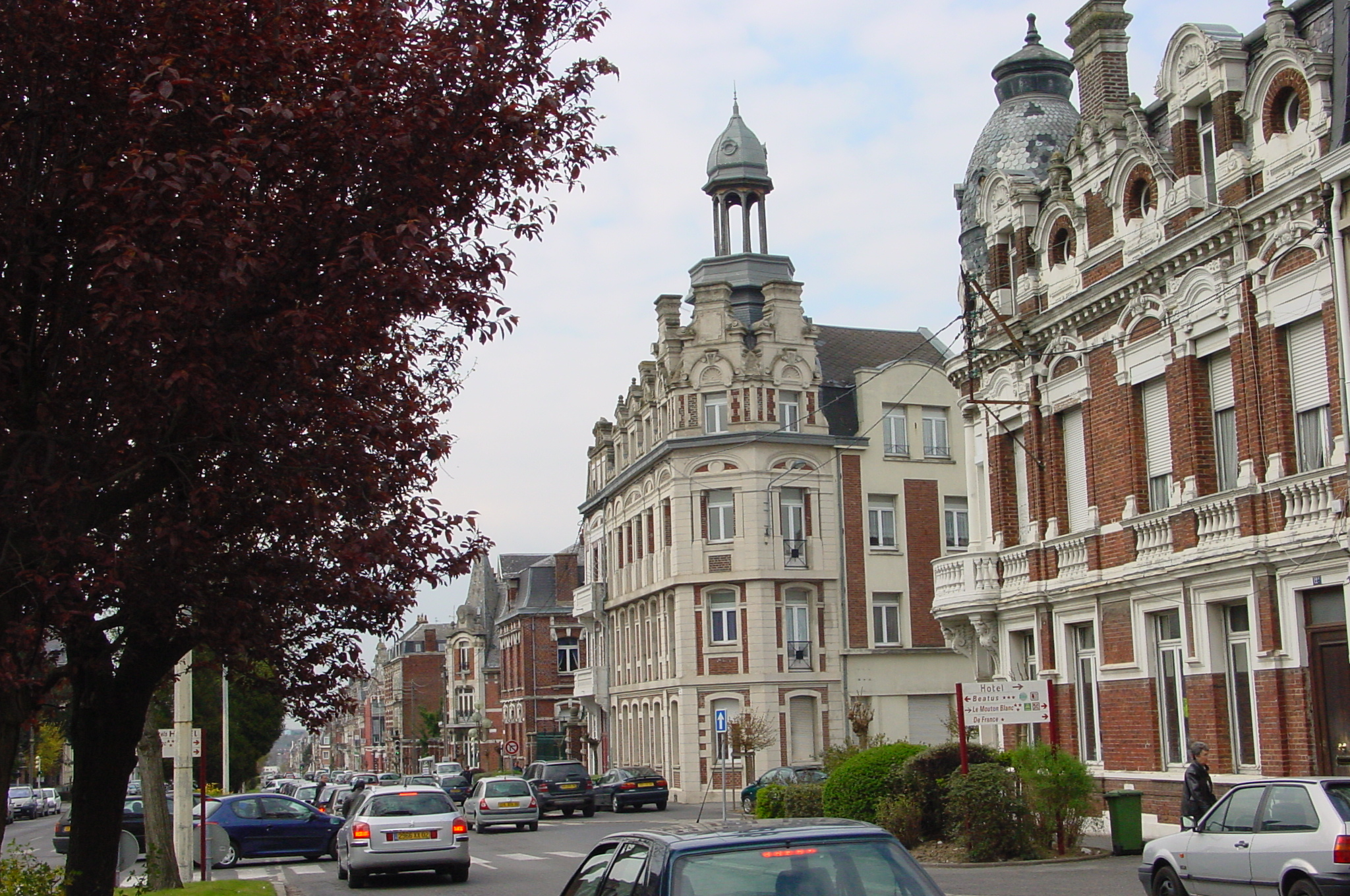
Le boulevard Faidherbe, tracé sur l'emplacement des fortifications en 1898

À la fin du XIXe siècle la ville est encore enserrée dans un corset de murailles édifiées tout au long du Moyen Âge, renforcées sous Charles-Quint et par Vauban et qui rend difficile le développement urbain et industriel. De plus l'entretien des fortifications est à la charge des finances communales. Il faut attendre 1891 pour que l'armée autorise finalement le démantèlement, à des conditions draconiennes, les travaux étant à la charge de la ville. C'est un chantier gigantesque qui s'ouvre le 12 février 1894 pour ne s'achever qu'au début du siècle suivant. Les boulevards Vauban, Faidherbe, de la Liberté sont viabilisés et progressivement construits, donnant à la ville l'aspect aéré qu'elle conserve aujourd'hui.

### Première Guerre mondiale
En août 1914, au moment de la mobilisation générale, l'état-major de la seconde brigade d'infanterie, sous les ordres du général Sauret, stationne à Cambrai. Composé du général, d'un capitaine, d'un lieutenant, de 11 hommes de troupe et de 9 chevaux, il gagne le 5 août 1914, par voie ferrée, Rumigny dans les Ardennes.
En 1914 l'armée allemande occupe la ville: cette occupation va durer quatre ans, marquée par des scènes de pillages, de réquisitions et d'arrestations d'otages.
Du 20 novembre au 17 décembre 1917, la région située au sud-ouest de la ville fut le théâtre de la bataille de Cambrai. 
Lors de cette bataille, les chars d'assaut furent utilisés pour la première fois. Durant cette offensive, les alliés parviennent à percer la fameuse ligne Hindenburg (Ligne Siegfried) et permettent aux troupes britanniques du général Byng d'approcher à 3 km des faubourgs cambrésiens. Pourtant, ces troupes sont rejetées en décembre de la même année. Il faut attendre septembre 1918 pour voir les britanniques pénétrer de nouveau dans les faubourgs. Si Marcoing et Masnières sont libérées le 28, c'est le 8 octobre que les généraux Byng et Rawlinson attaquent le sud de Cambrai, en liaison avec l'armée française du général Debenay. Le lendemain, les Canadiens entrent dans un Cambrai en flammes (voir bataille de Cambrai (1918)). En effet, les habitants ayant été évacués vers la Belgique, les Allemands incendient le centre de la ville, détruisent l'hôtel de ville ainsi que les magnifiques archives municipales et diocésaines livrées volontairement au feu[réf. souhaitée]. Au total, plus de 1 500 immeubles sur les 3 500 que compte Cambrai sont totalement détruits.

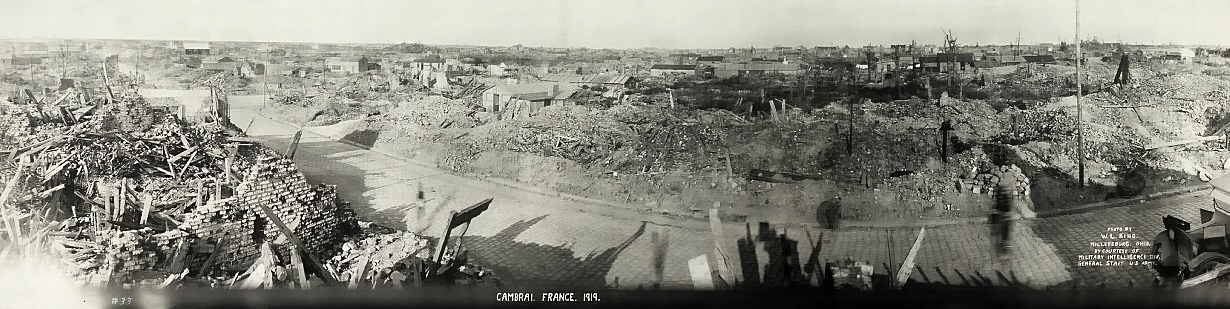
Cambrai détruite, en 1919

Au bord de la route nationale N 30 se trouve un cimetière pour 7 048 soldats anglais de la Première Guerre mondiale.
Sur la route de Solesmes se trouve un autre cimetière de la Première Guerre mondiale où reposent 10 685 Allemands, 6 Roumains, 192 Russes et 502 Anglais.

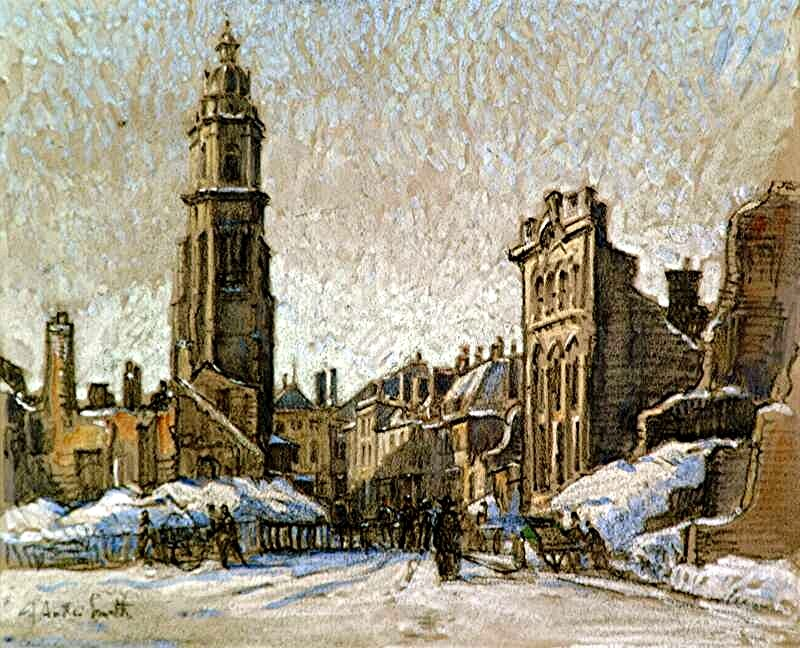
Cambrai pendant la Première Guerre mondiale, tableau de J. André Smith (1880-1959)

### Seconde Guerre mondiale
La Seconde Guerre mondiale frappe encore Cambrai lorsque les armées allemandes prennent la ville sans rencontrer aucune résistance. Aux dégâts occasionnés à la ville par ses occupants viennent s'ajouter ceux des bombardements qui se multiplient en 1944. Malheureusement aveugles, les raids aériens des alliés dirigés contre les voies ferrées détruisent 803 immeubles, en endommagent 3.329 sur un total de 7.464 et font de nombreuses victimes françaises. Aussi, lorsque la ville reçoit la Croix de guerre avec Palme, en 1945, le document officiel indique : « Cambrai, ville martyre qui, déjà lourdement éprouvée au cours de la guerre 1914-1918, a subi 22 bombardements aériens qui ont fait plus de 500 victimes et entraîné des dégâts à plus de 4 000 immeubles sinistrés à 55 % »

## Sources
- Pierre Pierrard, Histoire du Nord, Hachette, 1978 (ISBN 2010051556).
- Louis Trénard (dir.), Histoire de Cambrai, Presses Universitaires de Lille, 1982 (ISBN 2859392017).
- Jean-Pierre Wytteman (dir.), Le Nord de la Préhistoire à nos jours, Éditions Bordessoules, 1988 (ISBN 2903504288).
- Jean Dauvegis, La Vie des Cambrésiens, Cambrai, Éditions Les Amis du Cambrésis, 1991.
- Michel Dussart (dir.), Mémoire de Cambrai, Société d'Émulation de Cambrai, 2004  (ISBN 2858450013).
- Antoine-Guillaume-Bernard Schayes, La Belgique et les Pays-Bas, avant et pendant la domination romaine, t. 3, Bruxelles, C. Piot, 1858 (lire en ligne).